# Geodia acanthylastra
Geodia acanthylastra es una especie de esponja de la familia Geodiidae. La especie fue descrita por primera vez por Lendenfeld en 1910.